# Impatiens kachinensis
Impatiens kachinensis är en balsaminväxtart som beskrevs av Joseph Dalton Hooker och Toppin. Impatiens kachinensis ingår i släktet balsaminer, och familjen balsaminväxter. Inga underarter finns listade i Catalogue of Life.